# Friedrich von Schenk
Johann Carl Friedrich Schenk, ab 1820 Ritter von Schenk (* 1. Juli 1785 in Düsseldorf; † 12. Dezember 1866 in München), war ein bayerischer Bergbeamter, zuletzt Generaladministrator der General-Bergwerks- und Salinen-Administration in München. In seine Amtszeit als Direktor der Salinenadministration fiel der große Stadtbrand von Reichenhall im Jahr 1834 und der Wiederaufbau der dabei zerstörten heute Alten Saline.

## Leben

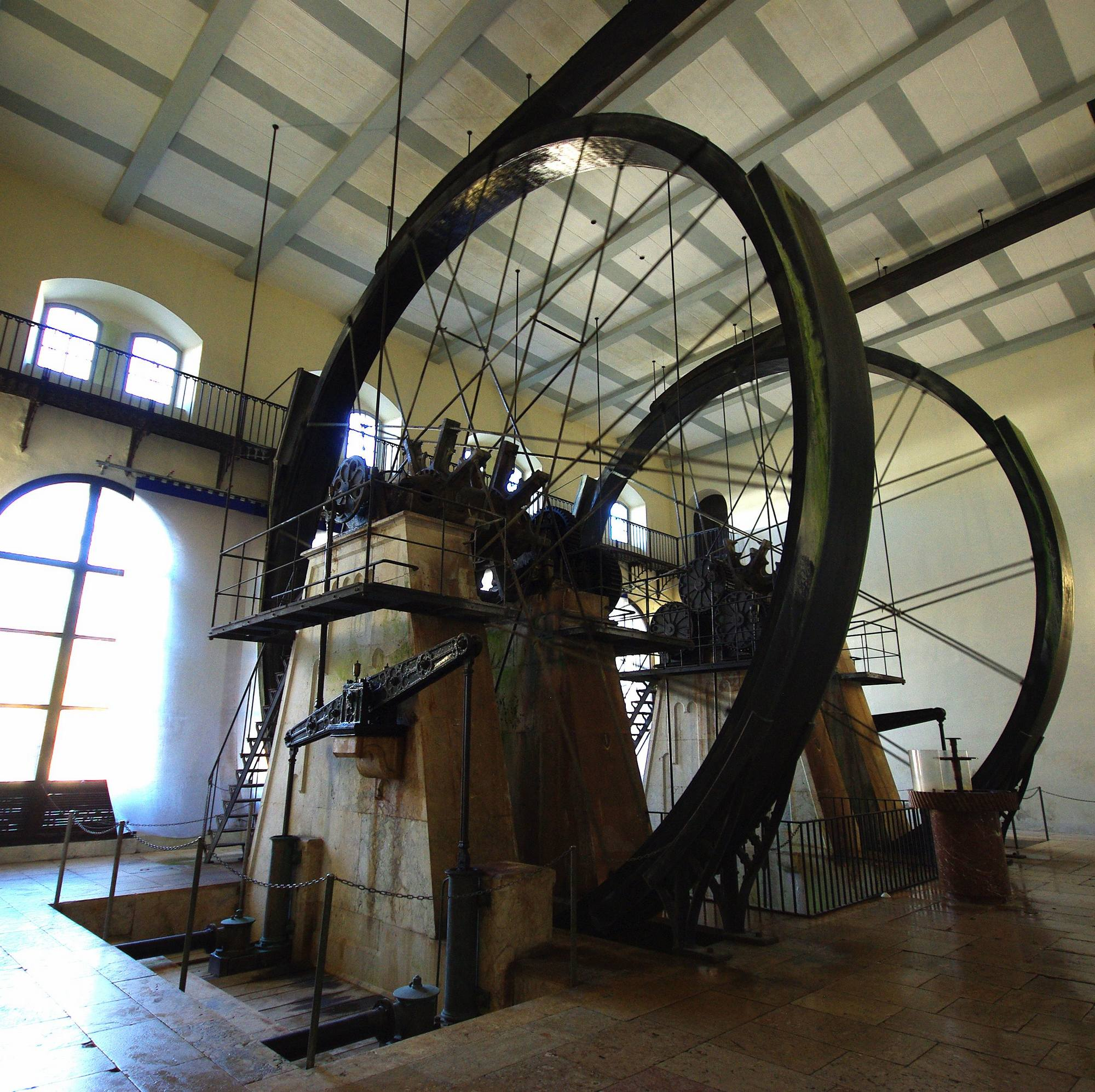
Wasserräder in der Maschinenhalle der Alten Saline in Bad Reichenhall

Friedrich von Schenk wurde 1785 in Düsseldorf als Sohn des Juristen Heinrich Ritter von Schenk geboren. Von ihm erhielt er den ersten Unterricht. Er legte 1803 das Abitur am (heutigen) Wilhelmsgymnasium München ab und begann 1804 eine Lehre als Berg- und Hüttenzögling bei der Generaladministration der bayerischen Salinen. Nach der Ausbildung in Bergen, Reichenhall und Schwaz wurde von Schenk Berg- und Salinenpraktikant in Reichenhall. Er studierte zwischen 1808 und 1810 an der Bergakademie Freiberg und wurde 1810 zum Salinenrat ernannt. Seine Studienreisen führten ihn nach Deutschland, Österreich, Polen und Ungarn. Ab 1814 war er Salinenoberinspektor in der Saline in Reichenhall und war 1816 und 1817 als Mitarbeiter von Georg von Reichenbach und Bauleiter am Bau der Berchtesgadener Soleleitung beteiligt.
1826 stieg er zum Direktor der Salinenadministration auf.
Er plante den Neubau der 1820 abgebrannten Saline Frauenreuth in Berchtesgaden, wirkte beim Bau der Maximilianshütte in Bergen und der Gebäude des Salzbergwerks Berchtesgaden mit.
In von Schenks Amtszeit fiel der Stadtbrand in Reichenhall in der Nacht vom 8. auf den 9. November 1834, der die Saline mit allen Sudhäusern, Verwaltungsgebäuden und der Brunnhauskapelle sowie 278 der 302 Häuser der Stadt zerstörte. Er koordinierte die Salzerzeugung in improvisierten Sudhütten und organisierte den Transport der Sole über die Soleleitung nach Traunstein und Rosenheim, um in den dortigen Filialsalinen weiterhin Salz zu erzeugen. Bereits zwei Tage nach dem Ende des Brandes, am 11. November 1834, floss wieder Reichenhaller Sole durch die hölzernen Deicheln, die Filialsalinen trugen in den folgenden Jahren die Hauptlast der bayerischen Salzerzeugung.
Als Direktor der Salinendirektion fiel auch der Neubau der Saline, die als Alte Saline bis heute existiert, in seine Amtszeit. Es ist nicht abschließend geklärt, welche Teile des Neubaus von Schenk entwarf. Bekannt ist, dass der Beamtenstock – das Verwaltungsgebäude der Saline gegenüber der Solequellen – unter der Leitung des Hofarchitekten Friedrich von Gärtner erbaut wurde, von dem auch der Entwurf für das Bauwerk stammt. Die Brunnhauskapelle im Obergeschoss des Hauptbrunnhauses der Alten Saline stammt von Joseph Daniel Ohlmüller. Von Schenk entwarf die Technik des Hauptbrunnhauses, insbesondere die großen oberschlächtigen Wasserräder, welche die Pumpen antreiben, die die Sole aus dem Quellenbau unter dem Brunnhaus nach oben befördern. Diese sind seit Inbetriebnahme 1840 störungs- und unterbrechungsfrei in Betrieb. Bei den restlichen Gebäuden (Hauptbrunnhaus, Solereserven, Sudhäuser und Magazine) war von Schenk als Direktor der Salinendirektion wenigstens in administrativer Funktion tätig. Ob die Entwürfe von Ohlmüller alleine stammen, ob es gemeinsam erstellte Baupläne oder eine anderweitige Zusammenarbeit gab, ist unbekannt.
Gemeinsam mit dem Oberberg- und Salinenrat Christoph Schmitz veranlasste von Schenk die geologische Kartierung Bayerns durch Carl Wilhelm von Gümbel.
Von 1849 bis 1855 war von Schenk Generaladministrator der bayerischen Salinen. Er starb am 12. Dezember 1866 im Alter von 81 Jahren in München und wurde auf dem Alten Südfriedhof bestattet.
Der Paläobotaniker August Schenk war sein Sohn.

## Auszeichnungen
- 1820 Verdienstorden der Bayerischen Krone
- 1855 Ernennung zum Geheimrat
- Ehrenkreuz des Ludwigsordens

## Namensgeber

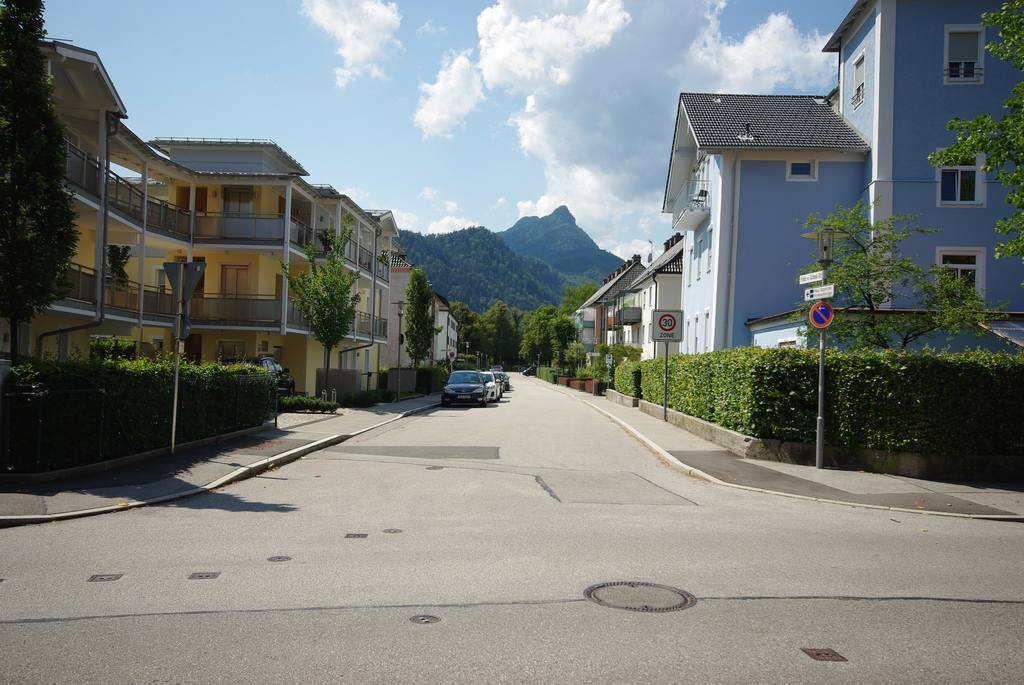
Friedrich-von-Schenk-Straße

Nach ihm ist die Friedrich-von-Schenk-Straße in Bad Reichenhall benannt, die sich in unmittelbarer Nähe der Neuen Saline sowie der ehemaligen Triftanlagen befindet. Sie zweigt von der Kurfürstenstraße als Verlängerung der Hofrat-Harl-Straße in südlicher Richtung ab und führt bis zum Holzfeldweg und zum Großen Grund.